# Collegio elettorale di Trapani (Regno d'Italia)
Il collegio elettorale di Trapani è stato un collegio elettorale uninominale e di lista del Regno d'Italia per l'elezione della Camera dei deputati.

## Storia
Il collegio uninominale venne istituito, insieme ad altri 442, tramite regio decreto 17 dicembre 1860, n. 4513.
Successivamente divenne collegio plurinominale tramite regio decreto 24 settembre 1882, n. 999, in seguito alla riforma che stabilì complessivamente 135 collegi elettorali.
Tornò poi ad essere un collegio uninominale tramite regio decreto 14 giugno 1891, n. 280, in seguito alla riforma che stabilì complessivamente 508 collegi elettorali.
In seguito divenne un collegio con scrutinio di lista con sistema proporzionale tramite regio decreto 10 settembre 1919, n. 1576, in seguito alla riforma che definì 54 collegi elettorali.
Fu soppresso nel 1921 in seguito alla riforma che definì 40 collegi elettorali.
| Legislature           | VIII | IX   | X    | XI   | XII  | XIII | XIV  | XV   | XVI  | XVII | XVIII | XIX  | XX   | XXI  | XXII | XXIII | XXIV | XXV  | XXVI | XXVII | XXVIII | XXIX | XXX  |
| --------------------- | ---- | ---- | ---- | ---- | ---- | ---- | ---- | ---- | ---- | ---- | ----- | ---- | ---- | ---- | ---- | ----- | ---- | ---- | ---- | ----- | ------ | ---- | ---- |
| Elezioni              | 1861 | 1865 | 1867 | 1870 | 1874 | 1876 | 1880 | 1882 | 1886 | 1890 | 1892  | 1895 | 1897 | 1900 | 1904 | 1909  | 1913 | 1919 | 1921 | 1924  | 1929   | 1934 | 1939 |
| Deputati nel collegio | 1    | 1    | 1    | 1    | 1    | 1    | 1    | 4    | 4    | 4    | 1     | 1    | 1    | 1    | 1    | 1     | 1    | 5    |      |       |        |      |      |
|                       |      |      |      |      |      |      |      |      |      |      |       |      |      |      |      |       |      |      |      |       |        |      |      |
| Totale eletti         | 443  | 493  | 493  | 508  | 508  | 508  | 508  | 508  | 508  | 508  | 508   | 508  | 508  | 508  | 508  | 508   | 508  | 508  | 535  | 535   | 400    | 400  |      |
| Numero collegi        | 443  | 493  | 493  | 508  | 508  | 508  | 508  | 135  | 135  | 135  | 508   | 508  | 508  | 508  | 508  | 508   | 508  | 54   | 40   | 15    | 1      | 1    |      |

## Territorio
Nel 1882 il collegio Trapani era composto dalla provincia di Trapani.
Nel 1919 Trapani divenne capoluogo del collegio comprendente l'intera provincia; nel 1921 la provincia fu inglobata nel collegio di Girgenti.

## Dati elettorali
Nel collegio si svolsero elezioni per diciotto legislature.

### VIII legislatura
Le votazioni si svolsero in 443 collegi uninominali a doppio turno. Come previsto dalla legge elettorale del 17 dicembre 1860, era eletto al primo turno il candidato che «riunisce in suo favore più del terzo dei voti del total numero dei membri componenti il collegio e più della metà dei suffragi dati dai votanti presenti all'adunanza» (art. 91). Se nessun candidato era eletto, al ballottaggio tra i due candidati con più voti era eletto chi otteneva il maggior numero di voti (art. 92) o, in caso di ugual numero di voti, il maggiore d'età (art. 93).

### IX legislatura
Le votazioni si svolsero in 493 collegi uninominali a doppio turno con la stessa normativa precedente (al primo turno un numero di voti maggiore di un terzo degli iscritti al voto).

### X legislatura
Le votazioni si svolsero in 493 collegi uninominali a doppio turno con la stessa normativa precedente (al primo turno un numero di voti maggiore di un terzo degli iscritti al voto).

### XI legislatura
Le votazioni si svolsero in 508 collegi uninominali a doppio turno con la normativa del 1860 (al primo turno un numero di voti maggiore di un terzo degli iscritti al voto).

### XII legislatura
Le votazioni si svolsero in 508 collegi uninominali a doppio turno con la normativa del 1860 (al primo turno un numero di voti maggiore di un terzo degli iscritti al voto).

### XIII legislatura
Le votazioni si svolsero in 508 collegi uninominali a doppio turno con la normativa del 1860 (al primo turno un numero di voti maggiore di un terzo degli iscritti al voto).

### XIV legislatura
Le votazioni si svolsero in 508 collegi uninominali a doppio turno con la normativa del 1860 (al primo turno un numero di voti maggiore di un terzo degli iscritti al voto).

### XV legislatura
Le votazioni si svolsero in 135 collegi plurinominali a doppio turno. Come previsto dalla legge elettorale politica del 24 settembre 1882, erano eletti al primo turno i candidati che «hanno ottenuto il maggior numero di voti, purché questo numero oltrepassi l'ottavo del numero degli elettori iscritti» (art. 74) secondo il numero di deputati previsto per il collegio; se il numero di eletti era inferiore al numero di deputati, il ballottaggio era tra i non eletti (in numero doppio rispetto ai deputati ancora da eleggere) che avevano il maggior numero di voti (art. 75) ed era eletto chi otteneva il maggior numero di voti nella seconda votazione (art. 77) oppure, in caso di ugual numero di voti, il maggiore d'età (art. 78).

### XVI legislatura
Le votazioni si svolsero in 135 collegi plurinominali a doppio turno con la normativa del 1882 (al primo turno un numero di voti maggiore di un ottavo degli iscritti al voto).

### XVII legislatura
Le votazioni si svolsero in 135 collegi plurinominali a doppio turno con la normativa del 1882 (al primo turno un numero di voti maggiore di un ottavo degli iscritti al voto).

### XVIII legislatura
Le votazioni si svolsero in 508 collegi uninominali a doppio turno. Come previsto dalla legge elettorale politica del 28 giugno 1892, era eletto al primo turno il candidato che «ha ottenuto un numero di voti maggiore del sesto del numero totale degli elettori iscritti nella lista del collegio e più della metà dei suffragi dati dai votanti» escludendo le schede nulle (art. 74). Se nessun candidato era eletto, al ballottaggio tra i due candidati con più voti (art. 75) era eletto chi otteneva il maggior numero di voti oppure, in caso di ugual numero di voti, il maggiore d'età (art. 77).

### XIX legislatura
Le votazioni si svolsero in 508 collegi uninominali a doppio turno con la normativa del 1892 (al primo turno un numero di voti maggiore di un sesto degli iscritti al voto).

### XX legislatura
Le votazioni si svolsero in 508 collegi uninominali a doppio turno con la normativa del 1892 (al primo turno un numero di voti maggiore di un sesto degli iscritti al voto).

### XXI legislatura
Le votazioni si svolsero in 508 collegi uninominali a doppio turno con la normativa del 1892 (al primo turno un numero di voti maggiore di un sesto degli iscritti al voto).

### XXII legislatura
Le votazioni si svolsero in 508 collegi uninominali a doppio turno con la normativa del 1892 (al primo turno un numero di voti maggiore di un sesto degli iscritti al voto).

### XXIII legislatura
Le votazioni si svolsero in 508 collegi uninominali a doppio turno con la normativa del 1892 (al primo turno un numero di voti maggiore di un sesto degli iscritti al voto).

### XXIV legislatura
Le votazioni si svolsero negli stessi 508 collegi uninominali già esistenti ma, come previsto dal regio decreto del 26 giugno 1913, era eletto al primo turno il candidato che «ha ottenuto un numero di voti maggiore del decimo del numero totale degli elettori del collegio e più della metà dei suffragi dati dai votanti» escludendo le schede nulle (art. 91). Se nessun candidato era eletto, al ballottaggio tra i due candidati con più voti (art. 92) era eletto chi otteneva il maggior numero di voti oppure, in caso di ugual numero di voti, il maggiore d'età (art. 93).

### XXV legislatura
Le votazioni si svolsero in 54 collegi di lista. Come previsto dal regio decreto del 2 settembre 1919, il numero di eletti per ogni lista era calcolato sulla base dei voti di lista e sul numero di voti dei candidati al di fuori della propria lista; la graduatoria tra i candidati era calcolata sommando i voti di lista e i propri voti di preferenza sia nella lista sia fuori dalla lista (art. 84).